# Анди Шлек
Анди Рајмонд Шлек (лукс. Andy Schleck, IPA: ; Луксембург, 10. јун 1985) бивши је луксембуршки професионални бициклиста у периоду од 2005. до 2014. године. Освојио је Тур де Франс 2010, док је три пута освојио класификацију за најбољег младог возача на Туру и једном на Ђиру. Осим Тура, освојио је и један монументални класик — Лијеж—Бастоњ—Лијеж, док је два пута национални шампион у вожњи на хронометар и једном у друмској вожњи. Његов старији брат, Френк Шлек, такође је био професионални бициклиста, а његов најстарији брат је политичар у Луксембургу. Његов отац, Џони Шлек је такође био бициклиста, освојио је једну етапу на Вуелта а Еспањи, а на Тур де Франсу је радио за два победника — године 1968. за Јана Јансена и 1973. за Луиса Окању.
Професионалну каријеру почео је у тиму ЦСЦ 2005, а први велики успјех остварио је 2007, када је завршио на другом мјесту на Ђиро д’Италији, уз освојену класификацију за најбољег младог возача. Године 2008, освојио је класификацију за најбољег младог возача на Тур де Франсу, док је 2009. освојио први класик — Лијеж—Бастоњ—Лијеж, док је Тур де Франс завршио на другом мјесту, уз освојену класификацију за најбољег младог возача.
Године 2010, завршио је Тур де Франс на другом мјесту, иза Алберта Контадора, другу годину заредом, уз освојену класификацију за најбољег младог возача по трећи пут. Шлек је био лидер до етапе 15, када му је у финишу пао ланац, Контадор није чекао и преузео је жуту мајицу. Године 2011, био је лидер на Туру до хронометра на етапи 20, када је изгубио доста времена и завршио је трећу годину заредом на другом мјесту, иза Кадела Еванса.
У фебруару 2012, Контадору су поништени резултати због допинга и побједа на Тур де Франсу 2010. додијељена је Андију Шлеку. Током Критеријума ди Дофине 2012. пао је на хронометру, због чега је морао да заврши сезону, а након операције, није могао да се врати успјешно такмичењу и завршио је каријеру 2014.

## Каријера

### Почетак каријере
Анди се 2004. године, придружио Рубе тиму, где је привукао пажњу Сирилу Гимарду, спортском директору који је био познат као спортски директор неколико шампиона Тур де Франса, Бернара Иноа, Лусина Ван Импеа, Лорана Фињона и Грега Лемонда. Гимард је упоредио Андија са Фињоном. Као аматер, Анди је освојио трку Флеча Суд.
Са 19 година, 2005. се придружио старијем брату Френку Шлеку у тиму ЦСЦ, када су њих двојица међусобно поделили национално првенство, тако што је Франк освојио друмску трку, а Анди трку на хронометар.
Анди је 2006. године доживео пад на трци гран при Шоле и паузирао је осам недеља, а онда се вратио на Вуелта Каталонија трци у мају. У јулу, неколико дана након што је његов брат Френк освојио Алп д' Уез етапу на Тур де Франсу, Анди је победио брдску етапу на Сашен Туру.
Године 2007. Анди је дебитовао на гранд тур тркама и освојио је друго место на Ђиро д'Италији, иза Данила Ди Луке и освојио је класификацију за најбољег младог возача. На Туру Романдије освојио је осмо, а на Ђиру Ломбардије четврто место.
Године 2008. освојио је четврто место на Лијеж—Бастоњ—Лијежу, шесто на Туру Швајцарске, а затим је дебитовао на Тур де Франсу, где је завршио на 12 месту и играо је велику улогу за сувозача Карлоса Састреа, који је освојио Тур, а ЦСЦ је био најбољи тим.

### 2009
Године 2009. освојио је највећу трку у дотадашњој каријери, Лијеж—Бастоњ—Лијеж и постао је први Луксембуржанин који је освојио трку од 1954. када је победник био Маркел Ернзер.
Након освојеног Тура 2008. Карлос Састре је напустио ЦСЦ тим и лидери на Туру 2009. године, били су браћа Шлек. Анди је освојио друго место, завршивши иза Алберта Контадора и освојио је класификацију за најбољег младог возача, а забележио је и треће место на етапи 17.

### 2010
Године 2010. освојио је шесто место на Лијеж—Бастоњ—Лијежу и девето место на Флеш Валону.
На Тур де Франсу, Анди је водио велику борбу са Албертом Контадором, али је опет остао други, 39 секунди иза и освојио је још једном класификацију за најбољег младог возача. Пресудни моменат Тура био је када је Андију Шлеку спао ланац, а Контадор није стао да га сачека. На тој етапи је Анди изгубио управо 39 секунди, Контадор је преузео вођство и сачувао га је до краја.
У фебруару 2012. Контадору су поништени сви резултати остварени 2010. и 2011. године и титула победника Тур де Франса 2010. додељена је Андију Шлеку.
Након Тур де Франса, Анди је освојио национално првенство у вожњи на хронометар.

### 2011
На крају 2010. године, Анди и Френк су прешли у Леопард Трек тим. У априлу, Анди Шлек је освојио треће место на Лијеж—Бастоњ—Лијежу, а затим и етапу на Туру Швајцарске.
На Тур де Франсу, Шлек је имао слабији старт, али је поправио позицију у планинама у дошао до петог места. У дугом соло нападу, Анди је победио на Кол де Галибијеу, на етапи 18, а након етапе 19, преузео је лидерску мајицу, али није успио да је одбрани на хронометру на етапи 20 и у том тренутку је освојио трећи пут друго место. Његов брат Френк освојио је треће место и тако су постали прва браћа која су освојила подијум у историји Тур де Франса.
2011. је била задња успешна година за Андија Шлека.

### 2012—2014
Леопард Трек тим се 2012. године спојио са Рејдиошек тимом и нови назив је био Рејдиошек—Нисан.
Анди је у мају проглашен за шампиона Тура 2010. а затим је доживио пад на четвртој етапи на Критеријуму Дофине, због којег је морао да пропусти Тур де Франс. Покушао је да се врати у октобру на Туру Пекинга.
Шлек је 2013. године возио трку Тур Даун Андер, али није успео да је заврши, доживевши проблем на задњој етапи, Анди је био задњи у генералном пласману.
Прва трка коју је успио да заврши је Лијеж—Бастоњ—Лијеж. Лоше стање због повреде се наставило и Анди није завршио Тирено Адриатико, Тур Омана и Амстел голд рејс, док је на Флеш Валону успио да заврши на 86 месту. У склопу припрема за Тур де Франс, Анди је возио тур Швајцарске, где је завршио тек на 40 месту. На Тур де Франсу, Анди је покушао са нападима на неколико брдских етапа, али без успеха, на крају је завршио на 20 месту.
Анди Шлек је возио Тур де Франс и 2014. године, али није успио да га заврши, након чега је одлучио да заврши каријеру.

## Крај каријере
Након пада на трећој етапи на Тур де Франсу 2014. Анди Шлек се повукао са Тура и објавио крај каријере. У марту 2015. открио је план о отварању продавнице и кафића, што је остварио у фебруару 2016. године, у склопу чега је отворен и мали музеј са сувенирима Андија Шлека.